# Zelená Hora (Lužany)
Zelená Hora je malá vesnice, část obce Lužany v okrese Plzeň-jih v Plzeňském kraji. Nachází se asi 1,5 kilometru východně od Lužan. Je zde evidováno 9 adres. V roce 2011 zde trvale žilo 20 obyvatel.
Zelená Hora leží v katastrálním území Zelené o výměře 2,83 km².

## Historie
První písemná zmínka o vesnici pochází z roku 1839.

## Obyvatelstvo
| Rok            | 1869 | 1880 | 1890 | 1900 | 1910 | 1921 | 1930 | 1950 | 1961 | 1970 | 1980 | 1991 | 2001 | 2011 | 2021 |
| -------------- | ---- | ---- | ---- | ---- | ---- | ---- | ---- | ---- | ---- | ---- | ---- | ---- | ---- | ---- | ---- |
| Počet obyvatel | 27   | 29   | 32   | 28   | 29   | 38   | 42   | 36   | 35   | 39   | 42   | 29   | 32   | 20   | 20   |
| Počet domů     | 5    | 5    | 5    | 5    | 5    | 6    | 7    | 8    | 8    | 8    | 9    | 9    | 9    | 9    | 10   |

## Obecní správa
Při sčítání lidu v letech 1850–1959 Zelená Hora byla osadou obce Zelené v okrese Přeštice. Od roku 1960 je částí obce Lužany v okrese Plzeň-jih.

## Fotogalerie

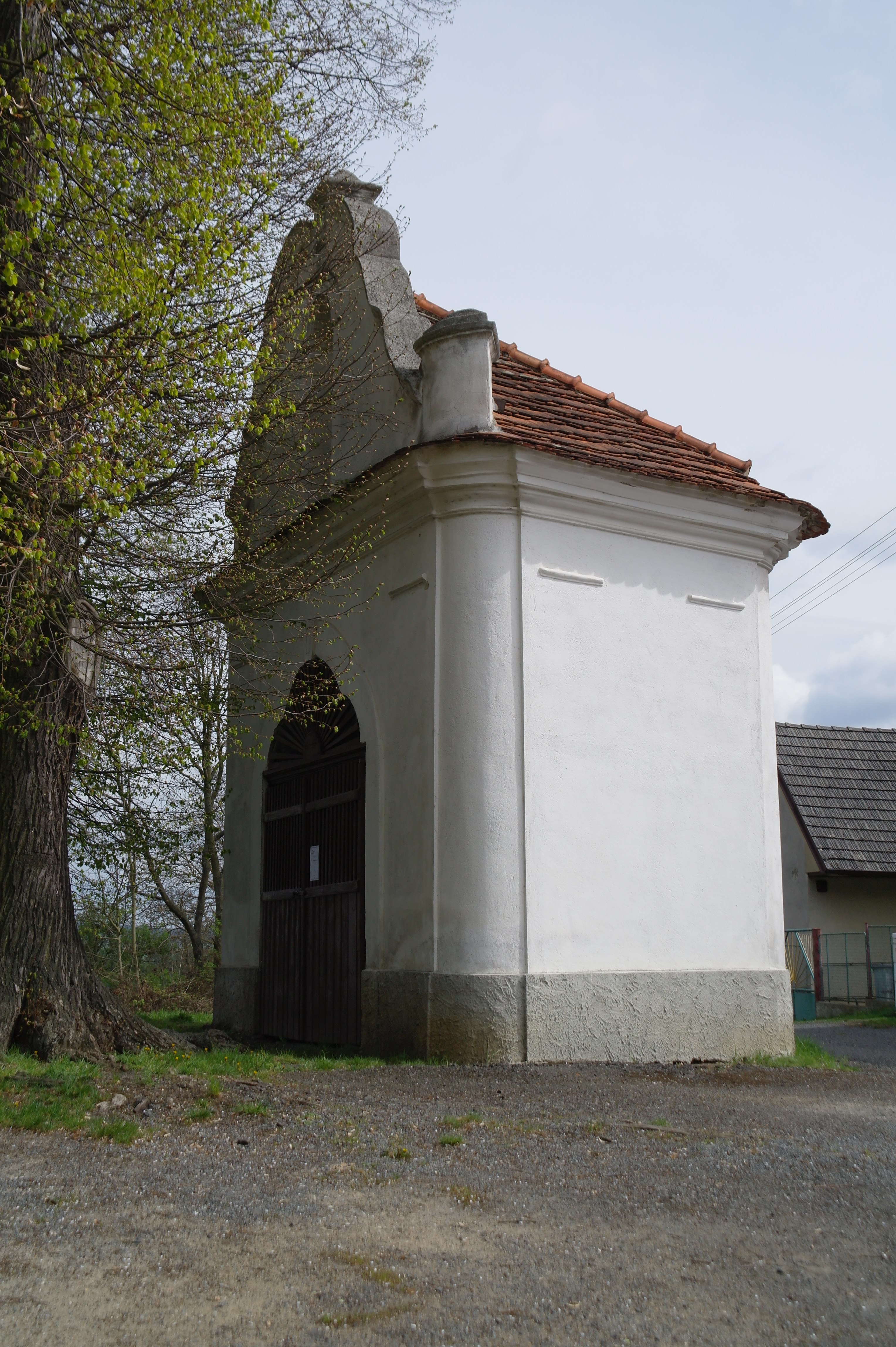
Kaple
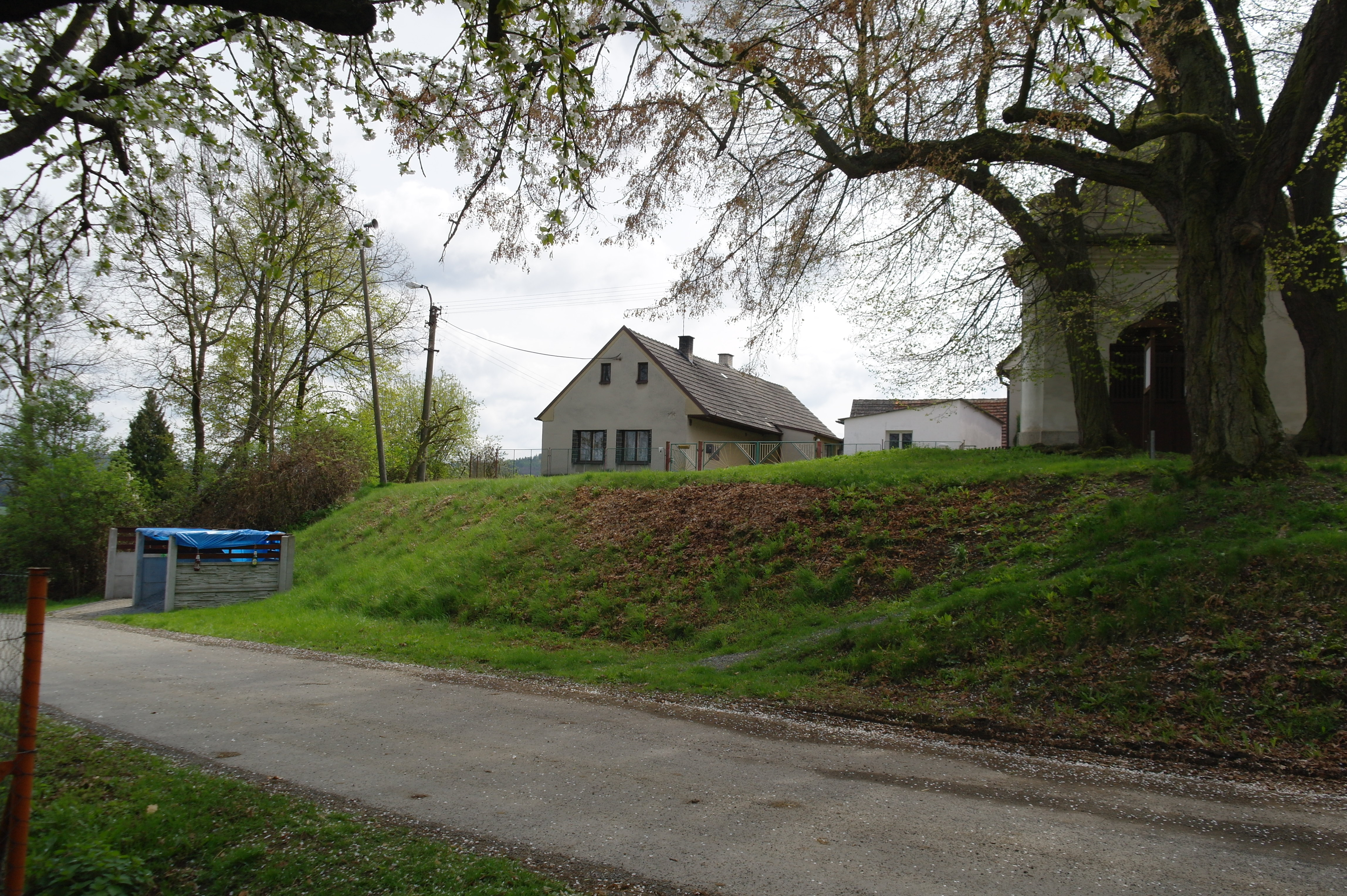
Kaple a místní domy
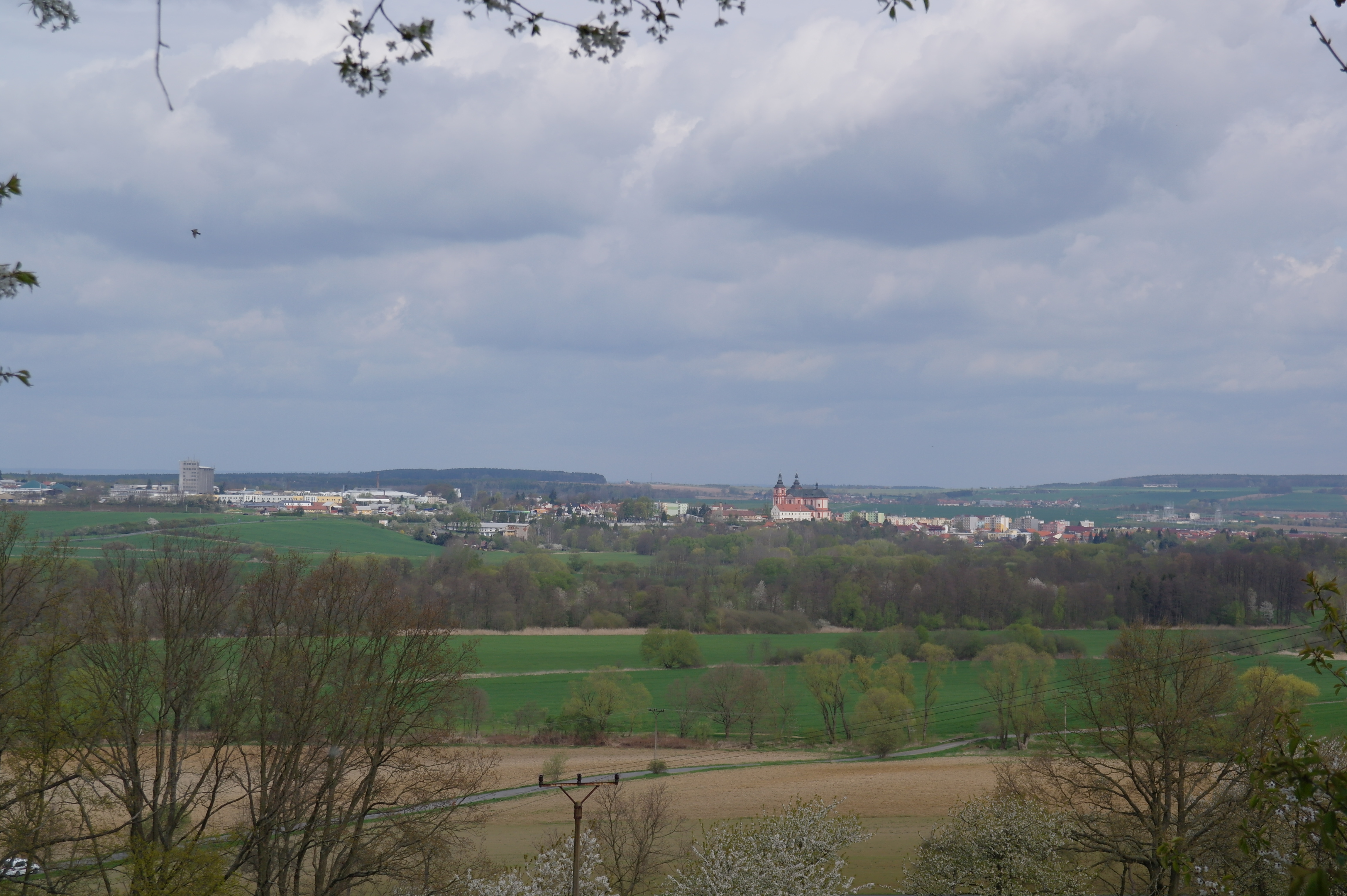
Výhled ze Zelené Hory